# Marcelo Carracedo
Marcelo Carracedo (født 16. april 1970) er en tidligere argentinsk fodboldspiller.